# Residencia neolocal
Una residencia neolocal es un tipo de residencia después del matrimonio cuando una pareja recién casada vive separadamente del hogar del esposo y de la esposa.
Una residencia neolocal constituye la base de la mayoría de las naciones desarrolladas, especialmente en el Occidente, pero también se encuentra en algunos pueblos nómadas.
En el matrimonio, cada cónyuge se espera que se mude de la casa de sus padres y establecer una nueva residencia, así formando el núcleo de una familia nuclear independiente. La residencia neolocal implica la creación de un nuevo hogar cada vez que un hijo se casa o incluso cuando él o ella llega a la adultez y se convierte activo económicamente. La residencia neolocal y las estructuras familiares nucleares son encontradas en sociedades donde la movilidad geográfica es importante.
En las sociedades occidentales, son consistentes con los movimientos frecuentes por elecciones y cambios en la demanda del mercado de trabajo regulado. También son frecuentes en las economías de caza y recolección, donde los movimientos nómadas son intrínsecos a la estrategia de subsistencia.